# Lyces solaris
Lyces solaris là một loài bướm đêm thuộc họ Notodontidae. Nó được tìm thấy ở Peru, Bolivia và Argentina.